# IC 1724
IC 1724 је лентикуларна галаксија у сазвјежђу Вајар која се налази на листи објеката дубоког неба у Индекс каталогу.
Деклинација објекта је - 34° 14' 32" а ректасцензија 1h 43m 9,5s. Привидна величина (магнитуда) објекта IC 1724 износи 13,2 а фотографска магнитуда 14,1. IC 1724 је још познат и под ознакама ESO 353-35, MCG -6-4-68, PGC 6328.